# Александр Генчетт Сміт
Олександр Генчетт Сміт (англ. Alexander Hanchett Smith; 12 грудня 1904 — 12 грудня 1986 року) — американський міколог, відомий внеском у таксономію і філогенію вищих грибів, переважно агарикальних.

## Раннє життя
Сміт народився в Крендоні, штат Вісконсин. Був другою дитиною Рут та Едварда Шмідтів, які згодом змінили прізвище на Сміт. Після смерті матері в підлітковому віці сім'я переїхала до Вест-Де-Пере, штат Вісконсін до бабусі і дідуся.

## Освіта
У 1923 році Сміт закінчив середню школу у Вест-Де-Пере. Через рік вступив до коледжу Лоуренса в Епплтоні, штат Вісконсин, де у 1928 році отримав ступінь бакалавра. Він подав заявку на стипендію до Мічиганського університету і восени 1928 року почав вивчати ботаніку у видатного міколога Кальвіна Кауфмана. Кауфман помер перш ніж Сміт закінчив свою освіту, тому він продовжив навчання в професора Едвіна Баттерворта Мейнса. У 1929 році здобув ступінь магістра, згодом ступінь доктора філософії. Темою докторської дисертації було «Дослідження двох форм у роді Mycena». Пізніше дисертація була опублікована як журнальна стаття.

## Кар'єра
У 1934 році Сміта призначили помічником куратора гербарію Мічиганського університету. У 1959 році він призначений директором гербарію і на цій посаді працював до 1972 року. Сміт одружився з аспіранткою Гелен Вендлер Сміт, яка отримала ступінь доктора філософії з ботаніки в Мічиганському університеті. Згодом вони працювали разом, Гелен була співавторкою та ілюстраторкою деяких його публікацій. Дочка Ненсі, 1943 року народження, супроводжувала своїх батьків на мікологічних експедиціях. Вона також закінчила докторантуру з мікології в Мічиганському університеті.
Сміт був президентом Мікологічного товариства Америки. З 1945 по 1950 роки — редактор наукового журналу Mycologia в 1950 році. Він був президентом Мічиганської академії науки, мистецтв і літератури, Мічиганської академії, Мічиганського ботанічного клубу, Ботанічного клубу Торрея та дослідницького клубу Мічиганського університету.
За 57 років польових робіт Сміт накопичив понад 100 тисяч колекцій грибних зразків і велику фототеку, які зберігаються в гербарії Мічиганського університету.:702

## Публікації
Сміт опублікував близько 200 статей і книг про гриби, включаючи монографії про різні роди вищих грибів. Його польовий посібник «Грибний мисливець» зібрав хвалебні відгуки і вийшов тиражем понад 100 тис. примірників.
Популярні книги
- Common Edible and Poisonous Mushrooms of Southeastern Michigan. (1938)
- Mushrooms in Their Natural Habitats. (1950?)
- Puffballs and Their Allies in Michigan. (1951)
- The Mushroom Hunter's Field Guide. (1958, 1963)
- Keys to Genera of Higher Fungi. (1964, with R.L. Shaffer)
- How to Know the Non-Gilled Fleshy Fungi. (1973, 1981, with Helen and Nancy Smith)
- A Field Guide to Western Mushrooms. (1975)
- How to Know the Gilled Fungi. (1979, with Helen and Nancy Smith)
- The Veiled Species of Hebeloma in the Western United States. (1984. with Vera Stucky Evenson and Duane H. Mitchel)
- A Field Guide to Southern Mushrooms. (1985, with Helen Smith)

Монографії
- North American Species of Mycena. (1947) [Архівовано 19 липня 2015 у Wayback Machine.]
- North American Species of Hygrophorus. (1963, with L.R. Hesler) [Архівовано 2 червня 2018 у Wayback Machine.]
- A Monograph on the Genus Galerina Earle. (1964, with R. Singer) [Архівовано 5 серпня 2017 у Wayback Machine.]
- Contribution Toward a Monograph of North American Species of Suillus. (1964, with H.D. Thiers)
- North American Species of Crepidotus. (1965, with Hesler) [Архівовано 29 вересня 2016 у Wayback Machine.]
- The North American Species of Pholiota. (1968, with Hesler) [Архівовано 21 серпня 2016 у Wayback Machine.]
- The Boletes of Michigan. (1971, with H.D. Thiers) [Архівовано 17 серпня 2017 у Wayback Machine.]
- The North American Species of Psathyrella. (1972) [Архівовано 8 червня 2021 у Wayback Machine.]
- North American Species of Lactarius. (1979, with Hesler)
- The Veiled Species of Hebeloma in the Western United States. (1985, with V.S. Evenson and D. H. Mitchel) [Архівовано 12 травня 2017 у Wayback Machine.]

Вибрані журнальні статті
- Singer R, Smith AH (1958). Mycological investigations on teonanácatl, the Mexican hallucinogenic mushroom. Part II. A taxonomic monograph of Psilocybe, section Caerulescentes. Mycologia. 50 (2): 262—303. doi:10.2307/3756197. JSTOR 3756197. Архів оригіналу за 1 листопада 2018. Процитовано 27 липня 2019.

## Відзнаки та нагороди
На честь Сміта було названо декілька таксонів грибів:
- Smithiogaster;[10]
- Smithiomyces;[11]
- Agaricus smithii;[12]
- Agrocybe smithii;[13]
- Rhizopogon alexsmithii;[14]
- Amanita smithiana;[15]
- Boletopsis smithii;[16]
- Boletus smithii;[17]
- Astraeus smithii.[18]

Нагороди
- 1967 — премія Північноамериканської мікологічної асоціації за внесок в аматорську мікологію
- 1969 — Почесна грамота Ботанічного товариства Америки
- 1982 — «Заслужений міколог» від Мікологічного товариства Америки